# Андроник II Палеолог
Андроник II Палеолог (на гръцки: Ανδρόνικος Β' Παλαιολόγος; Andronikos II Palaiologos) е син на възстановителя на Византийската империя Михаил VIII Палеолог. Съвместно с него управлява като съимператор в периода (1272 – 1282 г.), самостоятелен владетел на империята е от 1282 до 1295 г., след което до 1320 г. управлява заедно със сина си Михаил IX Палеолог. Между 1321 и 1328 г. води междуособна война със своя внук Андроник III Палеолог, отчасти споделя управлението си и постепенно е победен и изместен от него. 
Умира през 1332 г., след като абдикира и се замонашава.

## Управление

### Отмяна на унията
Набожен и миролюбив, Андроник II Палеолог изоставя амбициозните начинания на баща си, придържа се към православието и малко след като поема еднолично управлението през 1282 г., отменя Лионската уния с Римската църква, сключена от Михаил VIII през 1274 година. Про-униатският патриарх Йоан XI Век е убеден да се оттегли и е сменен с ортодоксалния бивш патриарх Йосиф I, завърнал се от изгнание. Така Андроник II решително скъсва с униатската политика, провеждана от предшественика му, довела до голяма съпротива и разединение на византийското общество.

### Вътрешна политика и реформи
Андроник II наследява държавната хазна на Византия в състояние на банкрут, поради несъразмерно големите военни разходи на Михаил VIII. Императорът ограничава данъчните привилегии на едрите земевладелци и повишава данъците. Събраният тогава приход, възлизащ на 1 млн. перпери, е всъщност само 1/7 от този събиран три века по-рано, по времето на Василий II. Византийската парична система е реформирана по западноевропейски стандарт. Недостигът на парични средства принуждава императора да предприеме драстични икономии и да съкрати голяма част от наемническите военни сили. Постоянната армия е сведена до 3 хиляди конници. През 1285 г. Андроник II прекратява (фатално с оглед на последващите исторически събития) финансирането на малката византийска военна флота от 80 кораба, охраняваща Хелеспонта (проливите Босфора и Дарданелите), тъй като отделя финансов ресурс за военна интервенция за присъединяване на Тесалия и Епир, отделили се в отделни държавни образувания, след Четвъртия кръстоносен поход, (в хода на който Византия е практически унищожена, след превземането на Константинопол, въпреки претенциите на оцелелите местни владетелски родове, че я продължават), както и на гръцката област Морея. Опитът за обединяването на страната (в онази й част, която се намира в Европа) в старите й граници не сполучва.

### Отношения с католическите страни
Поради военната и финансова слабост на Византия Андроник II разчита предимно на дипломация, за да осигури защитата на държавните граници. Чрез втория си брак с Ирина (Йоланда) Монфератска през 1284 г., Андроник II подсигурява законни права над Солунското кралство, което практически вече половин век е в ръцете на ромеите, макар че по традиция титуляри остават маркизите на Монферат, от чийто род през 1204 г. били излъчени първите крале на Солун. Понеже никой от нейните синове не получава титла на престолонаследник (в 1294 г. за такъв е обявен Михаил IX Палеолог, син на Андроник II от първия му брак с Анна Арпад), през 1303 г. императрицата напуска Константинопол и се установява в Солун. Там тогава около 30-годишната владетелка създава собствен двор, започва да контролира финансите на града и в продължение на 14 години води самостоятелна външна политика. След смъртта й през 1317 г. градът остава в обсега на поредица от военни конфликти и династически разпри. През 1321 г. Одо IV от Старата Бургундска династия, която също се счита за легитимна относно владенето на Солунското кралство, продава, макар и да не е бил единственият наследник на предходния претендент, на Филип I Тарентски (принц на Таранто) правата над него. Реално през останалата част от историята си, чак до началото на 19. век, той е владян трайно от християните само още малко над половин век, а после им е редовно оспорван и напълно отнет (1430 г.) от османските турци.
За разлика от Михаил VIII, Андроник II не съумява да поддържа балансирани отношения с конкуриращите се за военноморско, политическо и търговско надмощие Венецианска и Генуезка републики. Неуспешното вмешателство на Византия в борбата между двете страни води в началото на XIV век до засилване на тяхното влияние в империята. Когато започва война между Венеция и Генуа, Андроник II застава на страната на Генуа, с което се въвлича във война с Венеция от 1294 до 1302 година, въпреки че генуезците сключват примирие и се оттеглят от конфликта през 1299 г. Почти лишени от военен флот, крайморските земи и население са изложени на венецианските атаки, докато в крайна сметка през 1302 г. е сключен мир в замяна на търговски отстъпки и привилегии в полза на Венеция.

### Политика на Балканите
През 1284 г. ромейските войски провеждат успешен поход в Епир, но през 1290 г. намесата на сръбския крал попречва на Византия трайно да затвърди контрола си в този регион, а в 1296 г. е изгубен и Драч, след поражение от сърбите. Без достатъчно военни сили за да се противопостави на сръбската експанзия, Андроник II предлага мир и династичен съюз на сръбския крал Стефан II Милутин. През 1297 г. между Византия и Сръбското кралство започват преговори за сключване на мирен договор, който да прекрати продължаващата повече от двадесет години война между двете страни. Византия се съгласява да признае за сръбски владения всички територии в Македония и Албания на север от линията Круя-Охрид-Прилеп-Велес, които крал Стефан II Милутин успява да завладее до 1284 г., а Сръбското кралство – да върне всички земи на юг от тази граница. За да се затвърди договорът, Стефан Милутин прогонва дотогавашната си съпруга Анна Тертер и я заменя с 5-годишната византийска принцеса Симонида.
Неуспешни са опитите на империята да подклажда вътрешен сепаратизъм и междуособици в Второто българското царство, въпреки оказаната подкрепа на отцепилият се деспот Алдимир през 1301 г. и на претендента за българския трон Михаил Асен през 1302 година. През 1303 – 1304 г. се води война между България и Византия, след като цар Теодор Светослав завладява крепостите в Североизточна Тракия и Южното Черноморие (Месемврия, Анхиало, Созопол, Агатополис), възползвайки се от наемническите бунтове на каталаните във Византия и нахлуването на монголо-татарите през 1305 г. Ромейската контра-офанзива под командването на съимператор Михаил IX Палеолог претърпява неуспех в Битката при Скафида, но военните действия приключват едва през 1307 г. с примирие, династичен брак (българският цар се жени за дъщерята на Михаил Теодора Палеологина) и признаване на териториалните отстъпки в полза на българския цар.

### Настъпление на турците
В Мала Азия Византийската империя търпи редица поражения и отстъпва територии на турците след редица поражения през 1290-те години. Пограничната защита от военизирано селско население, наричано акрити, е безнадеждно отслабена и занемарена по времето на Михаил VIII, след като значението му отслабва значително още при кръстоносците. След като централната власт в Константинопол е изправена пред бунт сред войската през 1295 г., самостоятелните действия и правомощията на военачалниците са ограничени, а поради съпротивата на едрите земевладелци и духовенството е спрян и опитът за реформиране и възстановяване на дребното земевладение на акритите.
До 1300 г. по-голямата част от предишните ромейски територии в Северозападна Анатолия, с изключение на няколко града-анклави, са заети от многобройни малки независими мюсюлмански държави (емирства, бейлици). След поражението в Битката при Бафей 1302 г. ясно проличава критичното състояние на византийската армия, съставена предимно от наемници алани и нередовно селско опълчение. След 1296 г. византийците губят Мизия (Малоазийски Хелеспонт), Смирна в 1310 г., Маниса в 1313 година. Като главни противници на Византия се открояват османските турци, които в 1326 г. завладяват Бурса.

### Каталанската война
След неуспехите на византийците да се справят със собствени сили, императорът наема каталонски войски, т.нар. Каталанска компания, набор от наемници, в по-голямата си част - алмогавари, начело с Роже дьо Флор (1303 – 1304 г.). Роже (авантюриста и бивш член на Ордена на тамплиерите, Рихард фон Блум) пристига в Константинопол с 39 галери и 6500 души, за да се сражава с вълнеещите из Мала Азия турци. Той е приет в императорското семейство, жени се за дъщерята на Иван Асен III и получава титлата мега дукс и главнокомандващ на армията и флота. Отначало войските му имат успех и временно задържат турското настъпление във Витиния, но след като не получават задоволително заплащане, започват да плячкосват ромейските територии в Мала Азия и срещат съпротивата на местното население. У византийското правителство действията им предизвикват опасения, че Роже дьо Флор има планове да създаде собствено върху обсебените от него територии. През 1305 г. той е извикан в Адрианопол, където въпреки че е въздигнат в сан кесар, той малко по-късно е убит по време на един пир, заедно със свитата си от също така многобройни рицари (30 април 1305 г.), от 1000 алани, специално наети за целта от ромейския съимператор Михаил IX Палеолог. Това убийство довежда до кървави погроми, познати като Каталонска вендета: наемниците каталанци вдигат бунт, съюзяват се с турците и съвместно с тях опустошават Източна Тракия в продължение на две години, при което пострадват и манастирите в Света гора. Победени са при Тесалоника през 1308 година. В следващите години, Каталанската компания предлага услугите си на различни южноевропейски владетели, държащи територии в днешна Гърция. Междувременно каталаните превземат Тесалия, Атинското херцогство (1311 г.) и други области в Гърция.

### Гражданската война (1321 – 1328)
В периода 1321 – 1328 г. във Византия бушува серия от граждански войни. През 1320 г. умира престолонаследникът Михаил IX Палеолог, син на Андроник II и негов съимператор (от 1295 г.). Част от аристокрацията издига през 1321 г. на престола внука на императора и син на Михаил IX – Андроник III Палеолог, който се е укрепил в Тракия. Андроник II е принуден да признае властта на Андроник III, както над тази област, така и над Македония и да го приеме за младши съимператор и престолонаследник през 1322 година.
Междуособицата във Византия дава шанс на съседните владетели на България и Сърбия да извлекат полза, намесвайки се в подкрепа на единия или другия претендент. Нова война с променлив успех срещу българите в Тракия се води през 1322 – 1324 г., след опустошително нападение на Златната орда. През 1325 г. Андроник III обсажда Константинопол и принуждава Андроник II да го признае за регент и император. През 1326 г. отношенията между императорите дядо и внук стават още по-враждебни. През 1327 – 1328 г., Андроник III и българският цар Михаил III Шишман сключват тайно споразумение, предвиждащо общи военни действия срещу Андроник II и сръбския крал Стефан Дечански.
През третата гражданска война между Андроник Старши и Андроник Младши, последният побеждава войската на дядо си в битката при Мавропотамо, превзема Цариград и сваля дядо си, като му оставя императорските титли и царското достойнство. В 1328 г. старият император владее само Константинопол и околностите му. Изоставен от Стефан Дечански, той търси помощ от българския цар. Андроник II заболява скоро след това. Останал без почти никаква подкрепа, той е заставен да се отрече от престола и да стане монах. Умира през февруари 1332 година по време на вечеря с дъщеря си Симонида.

## Плащ за българите
Известна е подарената от император Андроник II Палеолог на предстоятеля на Охридската афтокефална архиепископия плащаница, за употреба при богослужението в църквата „Света София“ (Охрид). На нея е извезан надпис на гръцки – в превод: 
| „ | Пастирю на българите, спомни си при жертвоприношенията за владетеля Андроник Палеолог | “ |

.